# Ravotten (lied)
Ravotten is een lied van de Nederlands-Poolse rapper Mr. Polska in samenwerking met de Nederlandse rapper Ronnie Flex. Het werd in 2015 als single uitgebracht en stond in hetzelfde jaar als vierde track op het album Snoller van Mr. Polska.

## Achtergrond
Ravotten is geschreven door Boaz de Jong, Cimo Fränkel, Dominik Włodzimierz Groot en Ronell Langston Plasschaert en geproduceerd door Boaz van de Beatz. Het is een nummer uit het genre nederhop met effecten uit de EDM. In het lied rappen de artiesten over twee manieren hoe ze met iemand willen ravotten, seksueel met een meisje en vriendelijk met hun "squad". 
Het is niet de eerste keer dat de twee artiesten met elkaar samenwerken. Dit deden zij eerder al op Soldaatje en Zusje. Later herhaalden ze de samenwerking nog op Niemand en Volg me.

## Hitnoteringen
De artiesten hadden succes met het lied in de hitlijsten van Nederland. Het piekte op de 58e plaats van de Nederlandse Single Top 100 en stond veertien weken in deze hitlijst. De Nederlandse Top 40 werd niet bereikt; het kwam hier tot de derde plaats van de Tipparade.